# فهرست بزرگراه‌های کرمان
شهر کرمان یکی از کلان‌شهرهای ایران است و از بزرگراه‌های شهری برخوردار است.

## بزرگ‌راه‌های کلان‌شهر کرمان به‌همراه تقاطع‌های غیرهم‌سطح آن‌ها
- بزرگ‌راه امام خمینی: پل بازرگانی، پل ایثار، پل سه‌سطحی شهید الله‌دادی (ابوذر)، زیرگذر باقدرت، پل فجر، زیرگذر پژوهش و در انتها به بلوار شاهد و پل چهارسطحی شهید بادپا می‌رسد.
- بزرگ‌راه امام رضا: پل غدیر (فرهنگیان)، پل کوثر و پل ولایت.
- بزرگ‌راه آیت‌الله خامنه‌ای: پل شهید بهشتی (سیدی) به‌سمت شرق.
- بزرگ‌راه یادگار امام: پل بازرگانی به‌سمت غرب.
- بزرگ‌راه بین‌المللی هفت‌ باغ: پل فجر به‌سمت شرق.
- بزرگ‌راه آیت‌الله هاشمی‌رفسنجانی
- بزرگ‌راه ابومهدی المهندس: از پل بادپا (راه آهن) تا پل بازرگانی امتداد دارد. پایانه مسافربری و راه‌آهن کرمان در این بزرگ‌راه قرار گرفته‌اند.